# Patrick Grettnich
Patrick Grettnich (Luxemburgo, 3 de março de 1972) é um ex-futebolista e treinador de futebol luxemburguês. Atualmente, é técnico do UNA Strassen.

## Carreira
Em catorze anos de carreira, Grettnich, que atuava como atacante, defendeu Aris Bonnevoie, Union Luxembourg e Etzella Ettelbruck, clube pelo qual venceu a Copa de Luxemburgo em 2000–01, marcando um hat-trick contra o FC Wiltz 71.[carece de fontes?] Pendurou as chuteiras em 2006, no mesmo Etzella, virando treinador pouco depois, no Erpeldange 72, treinado por ele até 2011, quando voltou ao Etzella Ettelbruck.
Foram duas temporadas comandando os alviazuis de Ettelbruck, e desde 2013 exerce o cargo no UNA Strassen.